# Одбојка на Летњим олимпијским играма 1968.
Олимпијске игре у Мексико Ситију 1968 су биле друге на којима је у званични програм Игара укључена одбојка у мушкој и у женској конкуренцији. Турнири су трајали од 13.-26. октобра. О односу на прве игре само се повећао број учесница у женској конкуренцији на осам, а све остало је остало исто. Турнири су се играли по лига систему, односно играо је свако са сваким, тако да није било финалне утакмица а три прволасирае репрезентације освајале су медаље.

## Освајачи медаља и коначан пласман
| Дисциплина     | Злато | Сребро | Бронза | 4    | 5   | 6    | 7   | 8   | 9   | 10  | 11 | 12 |
| -------------- | ----- | ------ | ------ | ---- | --- | ---- | --- | --- | --- | --- | -- | -- |
| Мушки - детаљи | СССР  | ЈАП    | ЧССР   | ДДР  | ПОЉ | БУГ  | САД | БЕЛ | БРА | МЕК |    |    |
| Жене - детаљи  | СССР  | ЈАП    | ПОЉ    | ПЕРУ | ЈКО | ЧССР | МЕК | САД |     |     |    |    |

## Биланс медаља
| Екипа           | Злато | Сребро | Бронза | Укупно |
| Совјетски Савез | 2     | 0      | 0      | 2      |
| Јапан           | 0     | 2      | 0      | 2      |
| Чехословачка    | 0     | 0      | 1      | 1      |
| Пољска          | 0     | 0      | 1      | 1      |
| Укупно (4)      | 2     | 2      | 2      | 6      |